# Molgula karubari
Molgula karubari är en sjöpungsart som beskrevs av Monniot, F. 2003. Molgula karubari ingår i släktet Molgula och familjen kulsjöpungar. Inga underarter finns listade i Catalogue of Life.